# Clemente Mariani
Clemente Mariani Bittencourt (Salvador, 28 de setembro de 1900 – Salvador, 13 de agosto de 1981) foi um empresário e político brasileiro.
Mariani foi banqueiro, político, empresário, advogado, professor e jornalista, participando ativamente da vida política e econômica do país durante décadas, tendo sido deputado federal, ministro da Educação, ministro da Fazenda e presidente do Banco do Brasil.

## Biografia

### Origens
De origem abastada, Clemente Mariani Bittencourt era bisneto de Ana Joaquina Mariani Wanderley, irmã do Barão de Cotegipe, cujos avós, o recifense João Maurício Wanderley e o italiano Antonio Mariani, eram grandes proprietários rurais em Ipojuca e na Vila da Barra, antiga Capitania de Pernambuco.
Nascido em Salvador, foi criado no Engenho Api, localizado no distrito de São Miguel, do município baiano de Catu, iniciando seus estudos com a avó paterna  Ana Ribeiro de Góes Bittencourt. De volta à capital, foi aluno do Ginásio Nossa Senhora da Vitória, onde fez o curso primário e iniciou o secundário, concluído no Ginásio Ipiranga.
Em 1919, já estudante da Faculdade de Direito da Bahia, tornou-se colaborador da Revista de Assistência Judiciária Acadêmica. No ano seguinte, passou a dirigi-la e formou-se, sendo o orador da turma. Em seus estudos, Mariani foi influenciado pelas ideias de Rui Barbosa. Em 1921, começou a trabalhar efetivamente como advogado no escritório de João Marques dos Reis, que fora paraninfo de sua turma de direito.

### Década de 1920

#### Entrada na política
A carreira jornalística seguiu concomitantemente e contribuiu para ampliar seu interesse pela política. Mariani foi redator e depois redator-chefe do Diário da Bahia, abraçando a campanha do jornal em apoio à Reação Republicana, chapa de oposição nas eleições presidenciais de 1922 encabeçada por Nilo Peçanha, que viria a ser derrotado por Artur Bernardes.
Em 1924, candidatou-se a deputado estadual pelo distrito de São Francisco, terra de sua família materna. Foi eleito, mas no ano seguinte deixou o cargo para lecionar direito comercial na faculdade onde se formara, admitido por concurso. Em 1927, afastou-se do Diário da Bahia e iniciou uma colaboração com a Revista da Ordem dos Advogados do Brasil que prosseguiria até 1930.

### Década de 1930
Mariani se elegeu deputado estadual novamente em 1928. Em seu mandato, participou da reforma da Constituição da Bahia. Com o Golpe de 1930, que levou Getúlio Vargas ao poder, os órgãos legislativos do país foram dissolvidos. Mariani voltou-se para a advocacia e o magistério, manifestando oposição a Vargas.
Candidato à Assembleia Nacional Constituinte, foi o segundo mais votado no estado. Seu projeto para distribuição das bancadas do plenário de acordo com tendências ideológicas foi rejeitado, mas serviria de base para um dispositivo da Constituinte de 1946. Como representante da bancada baiana na comissão coordenadora das emendas constitucionais, apresentou substitutivos para a estruturação de poderes governamentais que se tornariam o principal texto da Constituição de 1934.
Reeleito em 1934 pelo PSD, tornou-se líder da bancada baiana na Câmara e apoiou o governo de Juracy Magalhães, mantendo uma posição liberal e se opondo às propostas totalitárias de comunistas e integralistas. Insatisfeito com a política do país, porém, deixou a bancada e viajou para a Europa. Pouco depois de voltar, em 1937, deu-se o golpe que instituiu o Estado Novo.
Durante esse regime, Mariani afastou-se da política. Voltou-se mais uma vez para o magistério e a advocacia, mas acabaria abrindo mão dessas carreiras para se dedicar às empresas que presidia: a Cirb, que fundara anos antes no Rio de Janeiro, e a Companhia Usina Cinco Rios, adquirida com apoio da Magalhães Comércio e Indústria. Na época, foi eleito diretor da Associação Comercial da Bahia, propondo a utilização da cachoeira de Paulo Afonso para sanar a falta de energia no Nordeste.

### Década de 1940
Em 1942, Mariani tornou-se diretor do Banco Comercial da Bahia e do Banco da Bahia, que viria a presidir dois anos depois. Com o fim do Estado Novo, em 1945, e a redemocratização do país, retornou à política. Candidatou-se pela UDN e elegeu-se constituinte. O general Eurico Dutra (PSD) era o novo presidente do Brasil. Na Assembleia, Mariani teve aprovadas as propostas de destinar 1% da renda tributária da União à recuperação do vale do São Francisco, e de proibir o funcionamento de partidos antidemocráticos, o que levaria ao fechamento do Partido Comunista do Brasil (PCB). Em 1946, deixou a Câmara para assumir o Ministério da Educação e Saúde Publica no Governo Dutra.
Como ministro, Mariani retirou dos currículos escolares conteúdos ideológicos introduzidos por Vargas; criou a Campanha Nacional de Educação, para alfabetização de adolescentes e adultos; lançou uma campanha para construção de escolas rurais – segundo dados oficiais, foram erguidas mais de seis mil escolas; iniciou o processo de federalização das universidades; e elaborou o projeto para construção da Universidade do Brasil, na ilha do Fundão (hoje Universidade Federal do Rio de Janeiro).
Em sua gestão, Mariani também intensificou o intercâmbio cultural com a França. Entre outras iniciativas, promoveu conferências com a participação de intelectuais franceses como Albert Camus, André Maurois e Georges Duhamel. Promoveu também comemorações de centenários de grandes nomes da literatura brasileira e universal, como Castro Alves, Joaquim Nabuco, Ruy Barbosa, Goethe e Cervantes. No campo da saúde, construiu hospitais rurais, ampliou a rede de hospitais psiquiátricos e leprosários, e desenvolveu campanhas de proteção à maternidade e à infância, bem como de combate à malária e à tuberculose.

### Década de 1950
Em 1950, ano eleitoral, teve marcante participação nas articulações políticas para a sucessão de Dutra. Propôs ao presidente a candidatura de Carlos Luz, deputado do PSD que teria apoio também da UDN – Mariani temia os efeitos da interferência desses dois partidos nas negociações para a adoção de um candidato comum. Embora aprovada pelo PSD, sua proposta foi recusada pela UDN e os dois partidos lançaram candidatos próprios. A divisão de forças acabaria facilitando a eleição de Vargas, do PTB.
No mesmo ano, Mariani deixou o ministério para se candidatar ao Senado pela Bahia, numa coligação de partidos. Nessa eleição – que levou Vargas de volta à presidência – foi derrotado. No ano seguinte, reassumiu a presidência do Banco da Bahia. Ali, atuou para que o Ministério da Fazenda criasse um redesconto especial para financiamento das exportações de cacau – como já acontecia com o café – e combateu a tentativa da empresa americana Reynolds de utilizar a energia da usina de Paulo Afonso para criar uma fábrica de lingotes de alumínio para exportação.
Com o suicídio de Vargas, em 1954, o vice-presidente, Café Filho, assumiu o governo, empossando no Ministério da Fazenda Eugênio Gudin, que convidou Mariani para presidir o Banco do Brasil. Em seu novo cargo, Mariani procurou restabelecer a liquidez do banco, controlando a política de crédito internacional; e determinou a apuração da responsabilidade por desvio de francos no governo anterior, o que resultou em punição de funcionários. No ano seguinte, demitiu-se, depois de saber que Café Filho negociava com o governador de São Paulo, Jânio Quadros, os cargos que ele e outros ocupavam em troca de apoio político a Juarez Távora, candidato às eleições presidenciais no mesmo ano. Távora acabou sendo vencido por Juscelino Kubitschek.

### Década de 1960

#### Ministro da Fazenda
Em 1960, Mariani apoiou a candidatura à presidência de Jânio, cujos objetivos no campo econômico coincidiam com a defesa cambial e a austeridade por ele defendidas. Jânio o convidou para chefiar o Ministério da Fazenda, onde Mariani procurou equilibrar o orçamento e reduzir o déficit do balanço de pagamentos. Para isso, era preciso reduzir as despesas do governo, limitar o crédito e estimular as exportações. A fim de planejar a reforma cambial, ele nomeou o economista Otávio Gouveia de Bulhões diretor executivo da Superintendência da Moeda e do Crédito (Sumoc).
O projeto de Bulhões previa a eliminação do sistema de câmbios múltiplos e dos subsídios a alguns produtos de importação. A Sumoc desvalorizou a moeda (cruzeiro antigo) em relação ao dólar, enquanto o combate à inflação se deu por medidas ortodoxas alinhadas com os conceitos do Fundo Monetário Internacional (FMI).
Em reunião no Rio de Janeiro no âmbito da Assembleia de Governadores do Banco Interamericano de Desenvolvimento (BID), Mariani se encontrou com o secretário do Tesouro americano, Douglas Dilon, o que resultaria em negociações que levariam a acordos para a renegociação de dívidas do Brasil e concessão de créditos.
A política de Mariani tornou-se, porém, bastante impopular, em grande parte devido ao aumento do custo de vida resultante da reforma cambial e ao rígido programa de combate à inflação. Criticado pelo próprio Jânio, o ministro apresentou carta de demissão, sendo, no entanto, convencido pelo presidente a se manter no cargo até a realização de uma conferência no Uruguai. Nesse encontro, os EUA se comprometeriam a ajudar economicamente a América Latina por dez anos por meio do programa Aliança para o Progresso.
Jânio renunciou ao governo logo em seguida. Mariani se manteve no ministério quando o presidente da Câmara dos Deputados, Pascoal Ranieri Mazzilli, assumiu o governo interinamente, uma vez que o vice-presidente, João Goulart, estava em viagem no exterior. Goulart acabaria assumindo o governo – apesar do veto das Forças Armadas – e Mariani deixou o ministério, passando a se dedicar às suas empresas e afastando-se da política.
Entre 1967 e 1969, Mariani participou da elaboração da nova lei de reforma bancária e promoveu a fundação de um banco de investimentos e uma empresa financeira associados ao Banco da Bahia. Foi criado, assim, o Banco da Bahia de Investimentos, que elaborou o projeto de uma indústria petroquímica para utilização da nafta da refinaria de Mataripe, considerado a base do polo petroquímico de Camaçari.

### Década de 1970
Em 1973, durante o primeiro governo de Antonio Carlos Magalhães na Bahia, Mariani negociou com o Banco Brasileiro de Descontos (Bradesco) o controle acionário do Banco da Bahia. Manteve a autonomia do Banco da Bahia de Investimentos, da Companhia de Seguros da Bahia e das empresas do polo petroquímico, mas se indispôs com o governador, contrário à venda do banco baiano a um grupo de fora do estado.
No fim dos anos 1970, Mariani cedeu a presidência executiva de suas empresas a seus filhos, mantendo-se na presidência dos conselhos administrativos.
Em 13 de agosto de 1981, faleceu em Salvador.